# فروم ووچرچ
فروم ووچرچ (به انگلیسی: Frome Vauchurch) یک روستا، قصبه و محله مدنی در بریتانیا است که در West Dorset واقع شده‌است. فروم ووچرچ ۱۶۰ نفر جمعیت دارد.